# The Infinite Steve Vai: An Anthology
A The Infinite Steve Vai: An Anthology Steve Vai válogatáslemeze, melyet 2003. november 18-án adott ki az Epic/Legacy. Az album átöleli Vai karrierjét egészen a 80-as évek elejétől, beleértve az olyan szólólemezeket is, mint a Fire Garden, a Passion and Warfare, az Alien Love Secrets vagy a The Ultra Zone. A korongra felkerült egy Whitesnake (Kittens Got Claws), és egy Alcatrazz (Lighter Shade of Green) szerzemény is. A lemezen hallható dalok nem időrendben tekintik át Vai karrierjét. A kiadással egy időben jelent meg Joe Satriani The Electric Joe Satriani: An Anthology albuma is, mivel a két gitáros stílusa hasonló (Satriani volt Vai tanára), valamint pályafutásuk is többször keresztezte egymást, például a G3 turnékon.

## Dalok
A számokat Steve Vai írta, kivéve ahol jelölve van.

### CD 1
1. "Liberty" – 2:04
2. "Die to Live" – 3:53
3. "The Attitude Song" – 3:22
4. "Salamanders in the Sun" – 2:25
5. "The Animal" – 4:02
6. "The Riddle" – 6:26
7. "For the Love of God" – 6:03
8. "Bangkok" (Björn Ulvaeus, Tim Rice) – 2:46
9. "Fire Garden Suite: Bull Whip/Pusa Road/Angel Food/Taurus Bulba" – 9:56
10. "Ya-Yo Gakk" – 2:54
11. "Blue Powder" – 4:44
12. "Bad Horsie" – 5:52
13. "Tender Surrender" – 5:05
14. "All About Eve" – 4:38
15. "Dyin' Day" – 4:29
16. "The Blood & Tears" – 4:25
17. "The Silent Within" – 5:00

### CD 2
1. "Feathers" – 5:11
2. "Frank" – 5:08
3. "Boston Rain Melody" – 4:39
4. "Kittens Got Claws" (David Coverdale, Adrian Vandenberg) – 4:59
5. "Lighter Shade of Green" – 0:47
6. "Giant Balls of Gold" – 4:45
7. "Whispering a Prayer" – 8:47
8. "Jibboom" – 3:45
9. "Windows to the Soul" – 6:26
10. "Brandos Costumes (Gentle Ways)" – 6:05
11. "The Reaper" – 3:26 (From Bill & Ted's Bogus Journey)
12. "Christmas Time Is Here" (Vince Guaraldi, Lee Mendelson) – 4:21
13. "Essence" – 5:51
14. "Rescue Me or Bury Me" – 8:26
15. "Burnin' Down the Mountain" – 4:21